# ウィリアム・グラッドストン (第7代準男爵)
第7代準男爵、サー・アースキン・ウィリアム・グラッドストン（英: Sir Erskine William Gladstone, 7th Baronet, KG, JP, DL、1925年10月29日 -2018年3月29日）は、イギリスのパブリックスクール教師、スカウト運動指導者。
19世紀のイギリス首相ウィリアム・グラッドストンの曾孫にあたる。彼自身も曽祖父を意識し、ミドルネームのウィリアムを名前として主に使用している。

## 経歴
1925年10月29日、後に第6代准男爵となるサー・チャールズ・グラッドストンとその妻イスラ（旧姓クラム）の長男として生まれる
イートン校を経てオックスフォード大学クライスト・チャーチへ進学。イートン校在学中の1943年から1946年にかけて王立海軍に予備役の少尉として入隊していた。
1949年から1950年にかけてシュルーズベリー校の副校長（Assistant Master）、ついで1951年から1961年にかけてイートン校の副校長を務めた後、1961年から1969年にかけてランシング校の校長を務める。
1968年4月に父の死により第7代準男爵位を継承した。1970年から1974年にかけてはフリントシャーのカウンティ参事会員（County Alderman）を務めた。1972年から1982年にかけてはイギリス・スカウト連盟総長を務めた。
また1974年から1984年にかけてクルーイド副統監(DL)、1982年にはフリントシャー治安判事（JP）、1985年から2000年にかけてはクルーイド知事を務めている。
1999年に女王エリザベス2世よりガーター騎士団ナイト（KG）に叙せられた。

## 栄典

### 準男爵位
1968年4月28日の父チャールズ・グラッドストンの死去により以下の準男爵位を継承した。
- (キンカーディン州におけるファスク＝バルフォアの)第7代準男爵 (7th Baronet "of Fasque and Balfour in the County of Kincardine")
(1846年7月18日の勅許状による連合王国準男爵位)

### 勲章
- 1999年4月23日、ガーター勲章勲爵士（KG）[4]

## 家族
1962年に陸軍将校の娘バーバラ・ジェシカ・ハーディ・ビートンと結婚し、彼女との間に以下の3子を儲けた。
- 第1子（長男）第8代準男爵サー・チャールズ・アンガス・グラッドストン（英語版）(1964-)
- 第2子（長女）ヴィクトリア・フランセス・グラッドストン(1967-)
- 第3子（次男）ロバート・ニコラス・グラッドストン(1968-)